# 舌下腺
舌下腺（ぜっかせん、Glandula sublimgualis）は、大唾液腺の一つ。
口腔底の粘膜下で顎舌骨筋の上にあり、下顎骨体の内面に接し前後の細長く左右に扁平である。
前縁は舌下小丘に達し、顎下腺とは顎舌骨筋により隔てられ、時として後端が本筋の後縁で顎下腺と連なる。長さ3～4cm、幅及び厚さは約1cmである。
導管の内、大舌下腺管は顎下腺管と合し、または独立して舌下小丘に開き、多数の小舌下腺管は舌下ヒダに沿って開く。大と小の舌下腺管により腺体自身が大と小の舌下腺に分かれている。
顕微鏡解剖学的には、混合性であり、形状から言えば複合管状胞状腺である。顎下腺の混合性の部に似るが、これよりも終末部が広く、半月は多数の漿液細胞よりなるために大きい。線条導管は痕跡的である。尚、終末部間の結合組織が多い為に腺小葉の構成が疎である。

## 追加画像

消化器系
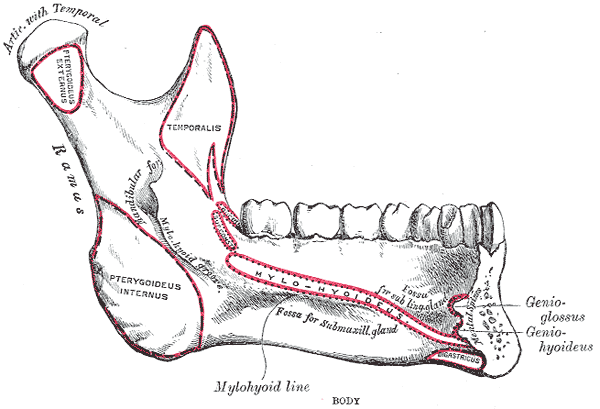
下顎、内部、側面